# ستيف بيرك (رجل أعمال)
ستيف بيرك (بالإنجليزية: Steve Burke)‏ هو شخصية أعمال وكبير الإداريين التنفيذيين أمريكي، ولد في 14 أغسطس 1958.

## وصلات خارجية
- ستيف بيرك على موقع إن إن دي بي (الإنجليزية)